# معركة خان يونس الثانية
كانت معركة خان يونس الثانية اشتباكًا عسكريًا في قطاع غزة بدأ في 22 يوليو 2024 كجزء من الحرب المستمرة بين إسرائيل وحماس وقد شهدت عودة قوات الجيش الإسرائيلي إلى منطقة خان يونس داخل قطاع غزة بعد معركة وحصار سابقين استمرا من ديسمبر 2023 إلى أبريل 2024 وانتهى بانسحاب إسرائيلي.

## خلفيه
المعركة الأولى
بدأت المعركة الأولى بين إسرائيل وحماس في خان يونس، وهي جزء من الاجتياح الإسرائيلي لقطاع غزة ، في 1 ديسمبر 2023 وتطورت إلى حصار في أواخر يناير 2024. وانتهت في 7 أبريل 2024 بانسحاب الجيش الإسرائيلي ليس فقط من خان يونس ولكن من جنوب قطاع غزة بالكامل، وهي الخطوة التي انعكست جزئيًا مع الهجوم المستمر على رفح بدءًا من مايو 2024 لقد فشل الجيش الإسرائيلي في تفكيك حماس في خان يونس، حيث قامت الأخيرة بإطلاق الصواريخ على إسرائيل بعد ساعات من الانسحاب واحتفظت "الفعالية القتالية" في المدينة.
أمر الإخلاء
أصدر الجيش الإسرائيلي أمر إخلاء للمدنيين الفلسطينيين وهي الخطوة التي اعتبرها البعض مثيرة للجدل لأنها سمحت لقادة حماس ب"الفرار" مع المدنيين. وقالت هيئة الدفاع المدني الفلسطيني إن أمر الإخلاء سيؤثر على حوالي 400 ألف شخص قلصت إسرائيل مساحة المنطقة الإنسانية التي لجأ إليها 1.7 مليون فلسطيني وعدل حدودها، فقلصتها من 65 كيلومترًا مربعًا إلى 48 كيلومترًا مربعًا

## معركة
بدأت قوات الجيش الإسرائيلي بقيادة العميد دان جولدفوس هجومًا بريًا على خان يونس في 22 يوليو. وزعم الجيش الإسرائيلي أنه ضرب حوالي 30 هدفًا للبنية التحتية لحماس بمزيج من الضربات البرية والغارات الجوية وتقدمت الدبابات الإسرائيلية إلى داخل وهاجمت العديد من البلدات الصغيرة على الحافة الشرقية لخان يونس بدعم جوي. وشمل ذلك هجومًا إسرائيليًا على بني سهيلا، وهي بلدة في منطقة خان يونس، مما أسفر عن مقتل 73 فلسطينيًا وإصابة أكثر من 270 آخرين استهدفت حماس دبابات الجيش الإسرائيلي المتقدمة في بني سهيلا بقذائف صاروخية وعبوات ناسفة في 24 يوليو/تموز، أكدت الجيش الإسرائيلي أنها استعادت جثث خمسة إسرائيليين، اثنين من المدنيين وثلاثة جنود. وقد قُتلوا خلال الهجمات التي شنتها حماس ضد إسرائيل في 7 أكتوبر/تشرين الأول، ونقلت حماس جثثهم إلى قطاع غزة في 25 يوليو/تموز، أفادت الأنباء أن حماس والجهاد الإسلامي الفلسطيني و‌كتائب شهداء الأقصى اشتبكوا مع الجيش الإسرائيلي داخل خان يونس وحولها. ووفقاً الجيش الإسرائيلي، حاولت حركة حماس إطلاق عدة صواريخ على الأراضي الإسرائيلية من خان يونس، لكن هذه الصواريخ فشلت وسقطت بالقرب من مدرسة تديرها الأونروا ، مما أدى إلى إصابة عدة أشخاص ومقتل اثنين وفي 30 يوليو/تموز، انسحب الجيش الإسرائيلي من خان يونس، وبدأ الفلسطينيون في العودة إلى منازلهم في المنطقة.

## الأحداث
وفي 30 يوليو/تموز، انسحب الجيش الإسرائيلي من خان يونس، وبدأ الفلسطينيون في العودة إلى منازلهم في المنطقة.

## انظر ايضا
- معركة خان يونس
- معركة خان يونس 2023
- هجوم خان يونس